# Uretra navicolare
L'uretra navicolare, chiamata anche uretra glandulare, balanica, vestibolare, terminale o lacunare, è il tratto più distale dell'uretra maschile, che decorre nel glande del pene, dalla corona glandare fino al meato uretrale esterno. Lunga in media 2,5 - 4 cm a riposo, è interamente circondata dalla sezione dorsale del corpo spugnoso uretrale e dalla zona dei dotti parauretrali, nonché dalla parte terminale dei corpi cavernosi.
È caratterizzata dalla presenza di innumerevoli e cospicui recessi, le lacune uretrali di Morgagni, che ospitano migliaia di piccole ghiandole uretrali e periuretrali, con funzione lubrificante, antibatterica e nel campo della pre-eiaculazione; si possono riscontrare anche piccole creste uretrali. Oltre alle ghiandole di Littré, Tyson ed intraepiteliali, sono rilevanti le ghiandole di Morgagni, che presso il meato uretrale esterno si raggruppano in alcune strutture maggiori: le ghiandole parameatali, che lubrificano in modo costante l'orifizio. La struttura più importante di questo segmento è un'ampia dilatazione nota come fossa navicolare; rilevanti sono anche i seni uretrali di Morgagni, la Lacuna magna, la valvola uretrale di Guérin ed il meato uretrale.
Nell'uretra dei ruminanti e di altri mammiferi, l'uretra navicolare e il corpo spugnoso proseguono per alcuni cm all'esterno, formando una struttura nota come processo uretrale, mentre la valvola di Guérin è sostituita dal seno o diverticolo uretrale.

## Nomi
Nei manuali, l'uretra navicolare viene anche chiamata con i seguenti nomi: uretra glandulare, glandare, intraglandulare, penduloglandulare, penilglandulare, balanica, vestibolare, terminale, meatale, lacunare o lacunosa. Da notare che il termine "uretra lacunosa" si riferisce in genere all'uretra spugnosa.
È anche la seconda e meno rilevante sezione dell'uretra peniena esterna, inferiore, distale, anteriore o anterograda, a volte riferita come uretra dorsale o esterna.

## Anatomia

### Descrizione o classificazione
L'uretra navicolare è la parte terminale dell'uretra spugnosa, e segue la sezione pendula. Decorre lungo tutto il glande nella sezione dorsale peniena, dalla corona glandare fino al meato uretrale esterno. Fuoriesce dal pene con una lieve torsione levogira (eccetto nel gatto, in cui è destrogira), mentre nei ruminanti e in altri mammiferi prosegue per 2 - 8 cm all'esterno nel processo uretrale, sempre circondata e protetta dal corpo spugnoso. È circondata e sostenuta dalla struttura nota come corpo uretrale, che comprende in sé la regione dei dotti parauretrali, i due corpi cavernosi e il corpo spugnoso, o spugna uretrale maschile; come l'uretra pendula, è libera nel movimento. La presenza del corpo uretrale non solo permette l'erezione e sostiene la struttura del pene, ma comprime l'uretra per evitare che la minzione possa avvenire nella fase di eccitazione. Questo segmento uretrale è del tutto esterno nel suo decorso, ed ha origine dalla parte fallica del seno urogenitale. Come ogni altro segmento, contiene ed è circondata da un complesso labirintico di ghiandole uretrali e parauretrali, il cui numero complessivo è dell'ordine delle migliaia; inoltre include minuscole creste uretrali. Le ghiandole e i dotti parauretrali di questo segmento sono costituiti dalle ghiandole di Littré, intraepiteliali e di Morgagni (che si riuniscono in grappoli presso il meato uretrale, designando ghiandole maggiori note come parameatali); sono per gran parte avvolte da tessuto spugnoso uretrale. Le ghiandole di Tyson si trovano in prossimità di questo segmento, ma non comunicano direttamente con esso.
L'uretra navicolare è contraddistinta da due regioni principali:
- Fossa navicolare dell'uretra o fossa centrale dell'uretra o semplicemente fossa uretrale: un'ampia dilatazione del canale (ancora più cospicua della fossa intrabulbare), contenuta nella struttura nota come fossa centrale del glande o ampolla prepuziale. È contraddistinta da importanti strutture (Piccola Lacuna e Lacune laterali o seno uretrale di Morgagni, Lacuna Magna o seno uretrale di Guérin, valvola uretrale di Guérin) ed è ricchissima di molteplici ghiandole uretrali e parauretrali, le cui lacune determinano le sue strutture interne.
- Vestibolo uretrale od ostio uretrale esterno o punta dell'uretra o fine - termine distale dell'uretra: la breve regione (0,5 - 1 cm) compresa tra la fossa navicolare ed il meato uretrale esterno; è molto ristetta. Comprende innumerevoli ghiandole mucose e dotti parauretrali, che nella sezione più distale formano le ghiandole parameatali.

Nell'uretra dei ruminanti e di altri mammiferi, l'uretra navicolare fuoriesce dal glande del pene e prosegue all'esterno, avvolta dal corpo spugnoso uretrale, formando questa regione:
- Processo uretrale o decorso uretrale o punta della spugna uretrale o fine - termine distale della spugna uretrale: l'ultimo segmento dell'uretra, che decorre esternamente al corpo del pene per circa 2 - 8 cm, rastremando rapidamente.

Sempre negli animali descritti, la valvola uretrale di Guérin è sostituita da una struttura affine, chiamata seno uretrale, oppure diverticolo uretrale o diverticolo della fossa uretrale. Da non confondere con i seni uretrali laterali della cresta uretrale superiore o, in altri mammiferi, il seno uretrale di Guérin e di Morgagni.
Esiste anche una classificazione molto più complessa dell'uretra navicolare, basata su quali sezioni del pene attraversa. Risulta particolarmente utile nello studio dei casi di ipospadia ed epispadia. Designa i seguenti tratti:
- Uretra coronale: il brevissimo tratto che decorre entro la corona del glande; misura pochi mm.
- Uretra navicolare: la sezione che attraversa la fossa navicolare dell'uretra, decorrendo nella fossa centrale del glande; misura circa 2,5 cm (1,7 - 5 cm).
- Uretra vestibolare: la sezione di uretra navicolare che perfora il vestibolo uretrale, la breve regione che segue la fossa navicolare; misura circa 0,5 - 1 cm.
- Uretra meatale: il tratto terminale dell'uretra navicolare, che fuoriesce dal meato uretrale esterno con lieve rotazione levogira; misura pochi mm.
- Processo uretrale o decorso uretrale o punta della spugna uretrale o fine - termine distale della spugna uretrale: l'ultimo segmento dell'uretra, che decorre esternamente al corpo del pene per circa 2 - 8 cm, rastremando rapidamente. È presente solo nell'uretra dei ruminanti e di alcuni mammiferi.

### Dimensioni

#### Lunghezza a riposo
La lunghezza dell'uretra navicolare a riposo (vescica vuota e pene flaccido) non è univoca nell'adulto, al contrario mostra variazioni molto ampie, che dipendono da vari fattori: anzitutto le dimensioni del pene. In linea di massima l'intervallo di riferimento corrisponde a a 2,5 - 4 cm, con una media di circa 3 cm oppure 3,5 cm, ma i dati possono variare ampiamente: da solo 2 cm fino a 6 cm. Queste misure sono state confermate da varie indagini su centinaia di volontari, effettuate in situazione di riposo mediante sonografia e uretrografia. Una prima indagine, effettuata su oltre cento volontari, ha valutato una lunghezza media dell'uretra glandulare pari a 3 cm, con un intervallo medio corrispondente a 2,6 - 3,7 cm; tuttavia, i campioni variavano liberamente tra 2,4 cm e 4,4 cm. Una seconda indagine, su più ampio campionario, ha mostrato un'estensione media di 3,5 cm, con un intervallo di riferimento pari a 3 - 3,8 cm; di nuovo, i campioni variavano ampiamente tra minimi di 2 cm e massimi di 5,3 cm, con un unico dato di 6 cm. Combinando i risultati ottenuti da altre ricerche, si è valutato un intervallo di riferimento generale pari a 2,5 - 4 cm.
Svolgendo un'analisi più specifica, la lunghezza della fossa navicolare nel suo complesso ammonta in media a 2,5 cm; la variazione mostrata dalle indagini è però molto ampia, tra 1,7 cm e 5 cm. Il tratto che precede la fossa (uretra coronale) e quello successivo (uretra vestibolare) sono invece molto più brevi. Nello specifico, il vestibolo uretrale misura generalmente 0,5 - 1 cm.

#### Elasticità longitudinale
L'uretra navicolare possiede una notevole elasticità longitudinale, che consente un allungamento importante senza il rischio di rotture e senza particolari dolori, anche in caso di importanti trazioni meccaniche. Queste variabili vengono sempre scartate durante le misurazioni, che sono effettuate in condizioni di totale riposo. In particolare, l'uretra spugnosa subisce una distensione notevole durante il fenomeno dell'erezione; l'entità ammonta in genere a 5 - 10 cm, con una media di 6,7 - 7,2 cm, ma di fatto varia notevolmente da individuo a individuo.

#### Diametro e pervietà del lume
Il diametro dell'uretra glandulare è estremamente variabile secondo la sezione considerata. Il primissimo tratto di canale, appena prima della fossa centrale, è piuttosto ristretto (lume di 6 mm), poiché conserva le caratteristiche dell'uretra pendula. In alcuni individui culmina con un ulteriore restringimento a forma di campana: in questi casi, il lume può scendere a soli 5 mm. La fossa navicolare dell'uretra, un notevole slargamento fusiforme, è invece caratterizzata da buona dilatabilità e ampio diametro, pari a 12 - 14 mm. Si distingue uno slargamento minore anche presso la Lacuna Magna, in cui il lume ammonta a 8 - 9 mm ma con un'ampia variabilità, poiché l'entità di questa struttura è incostante. Al termine della fossa centrale dell'uretra, il diametro scende a circa 9 mm, per poi rastremare velocemente lungo il vestibolo uretrale, raggiungendo i 5 mm (o più raramente solo 4 mm) presso l'ultimo tratto e il meato uretrale esterno. Il meato uretrale è la porzione più ristretta e meno dilatabile di tutta l'uretra, eccetto la sola uretra membranosa. Al contrario, la fossa navicolare è la seconda sezione più larga e dilatabile insieme all'uretra preprostatica, superando la fossa del bulbo uretrale ma venendo a sua volta superata dall'uretra prostatica nel giovane e con una prostata sana.
Globalmente, l'elasticità latitudinale, ovvero la possibilità di allargamento, è molto scarsa, a differenza di quella longitudinale che è soggetta al fenomeno dell'erezione; il lume non può essere dilatato molto oltre il centimetro. In situazione di riposo, il lume è quasi virtuale, apparendo come una fessura nella circostante regione periuretrale; durante l'erezione tuttavia si distende, divenendo cilindrico, e viene ulteriormente ampliato durante l'emissione della pre-eiaculazione e dell'eiaculazione. La presenza delle innumerevoli lacune uretrali, che ospitano migliaia di piccole ghiandole uretrali e periuretrali, contribuisce a renderlo sconnesso, benché la dimensione e la profondità delle lacune sia fortemente variabile; lo stesso vale per le fessure note come creste uretrali. Considerando tutto il canale, il diametro medio di questo segmento uretrale ammonta a circa 10 mm.

#### Nel neonato
Nel neonato l'uretra glandulare misura in media 0,7 - 0,9 cm, per un diametro variabile tra 3 mm e 5 mm secondo la sezione considerata.

#### Caratteristiche peculiari
La prima e più rilevante caratteristica di questo segmento è la fossa navicolare (o centrale) dell'uretra: si tratta di una cospicua dilatazione a forma di fuso o mandorla, situata al centro del glande, nella fossa del prepuzio. Nel complesso misura tra 1,7 cm e 5 cm (con una media di 2,5 cm), mentre il diametro ammonta a 10 - 14 mm, aumentando man mano che ci si avvicina al centro. Sì distinguono due sezioni della fossa: 
- Capi della fossa navicolare: le due sezioni laterali della fossa, allungate e contraddistinte da un diametro sensibilmente inferiore: 6 mm o talora 5 mm per l'estremità posteriore (uretra coronale) e 9 mm per quella anteriore (uretra vestibolare).
- Centro, nucleo o cuore della fossa navicolare: la porzione centrale e più consistente della fossa, caratterizzata da maggior dilatabilità e diametro fino a 14 mm.

È anche possibile distinguere il pavimento superiore della fossa da quello inferiore:
- Tetto della fossa navicolare: il pavimento superiore della fossa, caratterizzato dalla Lacuna Magna.
- Piano della fossa navicolare: il pavimento inferiore della fossa, caratterizzato dalle Lacune laterali e da una media di 1 - 3 Piccole Lacune.

La superficie della fossa navicolare è molto discontinua, a causa della presenza di innumerevoli recessi di varia entità: anzitutto, le lacune uretrali di Morgagni, cavità che ospitano i dotti di varie ghiandole uretrali e periuretrali (di Littré, Morgagni ed intraepiteliali). Si distinguono inoltre tre diverticoli maggiori, caratterizzati dalla presenza delle ghiandole composte di Littré e dalle cospicue dimensioni: la notevole Lacuna Magna, le Piccole Lacune e le Lacune Laterali.
In secondo luogo, ai due lati del cuore della fossa (la zona centrale) si collocano due consistenti recessi, simmetrici, di forma semilunare: si tratta delle Lacune Laterali. Queste cripte di Morgagni si estendono per circa 6 mm di lunghezza e 1 - 2 mm di spessore, e risultano particolarmente evidenti durante la distensione (incluse l'eccitazione e l'erezione). Ciascuna lacuna contiene in genere 14 - 28 ghiandole composte di Littré (con una media di 20 unità), che riversano il proprio secreto nella fossa.
La struttura più rilevante è tuttavia la Lacuna Magna, nota anche come Lacuna Superiore, diverticolo dorsale dell'uretra o fossa - seno uretrale di Guérin. Si tratta di un notevole recesso del tetto (pavimento superiore) della fossa navicolare, spesso considerata una fossa uretrale a sé stante a causa delle dimensioni; è definita come un diverticolo a fondo cieco. Le dimensioni e la forma del seno di Guérin sono incostanti, ed estremamente variabili da un individuo all'altro: in alcune persone, è una depressione circolare e appena accennata nel tetto della fossa centrale; in altri soggetti è invece un vasto recesso fusiforme o semilunare, che si estende per buona parte della fossa navicolare e ai suoi lati, sovrastando anche le Lacune Laterali. In questo caso, è possibile descrivere la Lacuna Magna come una grande depressione della fossa prepuziale, che si sviluppa comunicando con l'uretra e sovrastante l'uretra stessa. Le